# Trust (Sohn)
Trust è il terzo album in studio del cantante britannico Sohn, pubblicato il 2 settembre 2022 dalla 4AD.

## Tracce
Testi e musiche di Sohn, eccetto dove indicato.
1. Start – 0:23 (Sohn, Noah Le Gros)
2. Antigravity – 2:10 (Sohn, Noah Le Gros)
3. Figureskating, Neusiedlersee – 2:42 (Sohn, Yakob)
4. M.I.A. – 3:10
5. I Won't – 2:51 (Sohn, Yakob)
6. Riverbank – 4:15 (Sohn, Mike Sonier)
7. Life Behind Glass – 4:55
8. Truce – 4:45 (Sohn, Yakob)
9. Montardit – 0:33
10. Segre – 3:23
11. Station – 3:46
12. Basis – 4:07
13. Caravel – 3:03 (Sohn, Yakob)

## Formazione
Hanno partecipato alle registrazioni, secondo le note di copertina:
Musicisti
- Sohn – tape (traccia 1), batteria e sintetizzatore (traccia 2), voce (eccetto traccia 1), chitarra (tracce 3, 5 e 8) pianoforte (tracce 3, 5, 6 e 8), programmazione (traccia 3), strumentazione (tracce 4, 7, 10-12), percussioni (traccia 5), chitarra acustica (traccia 6)
- Noah Le Gros – chitarra (tracce 1 e 2)
- Yakob – chitarra, Wurlitzer (tracce 3, 5 e 8), basso (tracce 3, 5, 6 e 8), programmazione (tracce 3, 5 e 6), batteria (traccia 8), pianoforte (tracce 8 e 13), programmazione aggiuntiva (traccia 10)
- Ryan Linvill – ottoni (tracce 3 e 7)
- Mike Sonier – chitarra elettrica e percussioni (traccia 6)
- Chris Tabron – sintetizzatore e percussioni (traccia 7)
- Emile Mosseri – chitarra (traccia 9)

Produzione
- Sohn – produzione
- Yakob – produzione esecutiva
- Chris Tabron – produzione aggiuntiva (traccia 7), missaggio
- Kari Estes – assistenza al missaggio
- Dave Kutch – mastering
- Jamel Armand – artwork
- Alison Fielding – grafica